# Verzahnungsgesetz

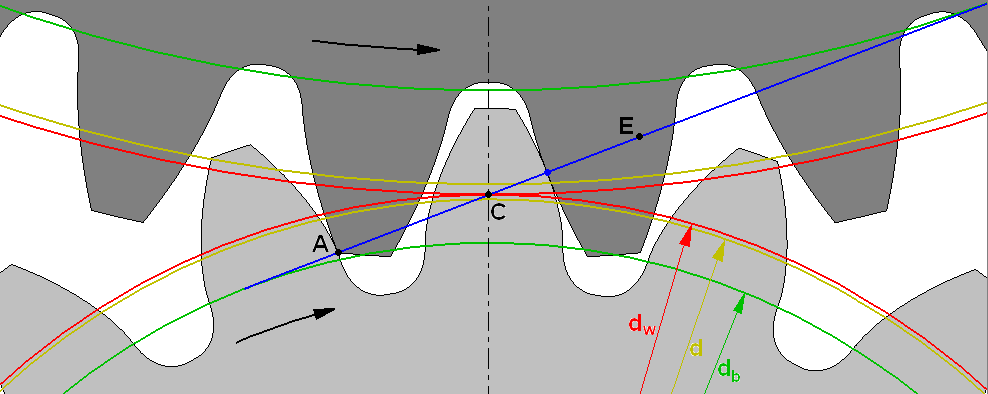
Abwälzung einer Evolventenverzahnung

Das Verzahnungsgesetz beschreibt, wie ineinandergreifende („kämmende“) Zahnräder beschaffen sein müssen, um eine gleichförmige Übersetzung der Winkelgeschwindigkeit zu erzielen.
Das Verzahnungsgesetz sagt aus,
1.   dass zu jedem Zeitpunkt der Drehübertragung sich mindestens ein Zähnepaar im Eingriff befindet.
2.   dass die gemeinsame Normale (Senkrechte) der beiden Zahnprofile (Kurven) in jedem möglichen Berührungspunkt immer durch den Wälzpunkt C (siehe Abbildung) geht, der die Verbindungslinie zwischen den Drehpunkten der beiden Zahnräder im umgekehrten Verhältnis der Winkelgeschwindigkeiten teilt.
Das Verzahnungsgesetz enthält  keinerlei Aussage z. B. über Drehmomentübersetzung, Gleitgeschwindigkeiten der Zahnflanken aufeinander oder Wirkungsgrad der Verzahnung.